# Lotto (grupa kolarska)
Lotto (Kod UCI: LOT) – belgijska zawodowa grupa kolarska. Sponsorowana przez belgijską loterię Lotto nieprzerwanie od 1985. W latach 2005–2011 drugim sponsorem tytularnym była firma Omega Pharma, która w nazwie drużyny umieszczała marki swoich produktów: Davitamon pochodziła od suplementu witaminowego, Predictor od testu ciążowego, a Silence – od leku przeciwko chrapaniu. W latach 2010–2011 sponsor „ujawnił się” i grupa występowała pod nazwą Omega Pharma-Lotto. W sezonie 2012, po decyzji firmy Omega Pharma by sponsorować drużynę Quick Step, grupa zmieniła nazwę na Lotto-Belisol. W sezonie 2015 drugim sponsorem tytularnym została firma Soudal.
Do 2022 grupa zarejestrowana była w dywizji UCI WorldTeams.

## Historia

### Nazwa grupy w poszczególnych latach
| lata      | nazwa |
| --------- | --- |
| 1985–1988 | Lotto-Eddy Merckx Joker (w latach 1986 i 1987 podczas Tour de France)                                                     |
| 1989      | Lotto |
| 1990–1991 | Lotto-Super Club |
| 1992–1994 | Lotto Lotto-Belgacom (w latach 1992 i 1993 podczas Tour de France) Lotto-Vetta-Caloi (w roku 1994 podczas Tour de France) |
| 1995–1996 | Lotto-Isoglass |
| 1997      | Lotto-Mobistar-Isoglass                                                                                                   |
| 1998–1999 | Lotto-Mobistar |
| 2000–2002 | Lotto-Adecco |
| 2003–2004 | Lotto-Domo |
| 2005–2006 | Davitamon-Lotto |
| 2007      | Predictor-Lotto |
| 2008–2009 | Silence-Lotto |
| 2010–2011 | Omega Pharma-Lotto |
| 2012      | Lotto Belisol Team |
| 2013–2014 | Lotto Belisol |
| 2015–2022 | Lotto Soudal Lotto Fix All (w roku 2019 podczas Tour de Pologne)                                                          |
| 2023–2024 | Lotto Dstny |
| od 2025   | Lotto |

## Sezony

### 2025
| Skład drużyny 2025      | Skład drużyny 2025   | Skład drużyny 2025 | Skład drużyny 2025                             |
| Imię i nazwisko         | Data urodzenia       | Państwo            | Poprzednia grupa                               |
| ----------------------- | -------------------- | ------------------ | ---------------------------------------------- |
| Jenno Berckmoes         | 4 lutego 2001        | Belgia             | Team Flanders-Baloise (2023)                   |
| Cédric Beullens         | 27 stycznia 1997     | Belgia             | Sport Vlaanderen-Baloise (2021)                |
| Lars Craps              | 17 października 2001 | Belgia             | Team Flanders-Baloise (2024)                   |
| Logan Currie            | 24 czerwca 2001      | Nowa Zelandia      | Bolton Equities Black Spoke Pro Cycling (2023) |
| Jasper De Buyst         | 24 listopada 1993    | Belgia             | Topsport Vlaanderen-Baloise (2014)             |
| Arnaud De Lie           | 16 marca 2002        | Belgia             | Lotto-Soudal Development (2021)                |
| Steffen De Schuyteneer  | 24 lutego 2005       | Belgia             | Lotto Dstny Development Team (2024)            |
| Jarrad Drizners         | 31 maja 1999         | Australia          | Hagens Berman Axeon (2021)                     |
| Joshua Giddings         | 20 lipca 2003        | Wielka Brytania    | Lotto Dstny Development Team (2024)            |
| Jonas Gregaard          | 30 lipca 1996        | Dania              | Uno-X Pro Cycling Team (2023)                  |
| Sébastien Grignard      | 29 kwietnia 1999     | Belgia             | Lotto-Soudal U23 (2020)                        |
| Arjen Livyns            | 1 września 1994      | Belgia             | Bingoal Pauwels Sauces WB (2022)               |
| Milan Menten            | 31 października 1996 | Belgia             | Bingoal Pauwels Sauces WB (2022)               |
| Robin Orins             | 6 marca 2002         | Belgia             | Lotto Dstny Development Team (2024)            |
| Alec Segaert            | 16 stycznia 2003     | Belgia             | Lotto Dstny Development Team (2023)            |
| Eduardo Sepúlveda       | 13 czerwca 1991      | Argentyna          | Drone Hopper-Androni Giocattoli (2022)         |
| Liam Slock              | 18 września 2000     | Belgia             | Lotto-Soudal Development (2022)                |
| Lionel Taminiaux        | 21 maja 1996         | Belgia             | Alpecin-Deceuninck (2023)                      |
| Jarne Van De Paar       | 23 października 2000 | Belgia             | Lotto-Soudal Development (2022)                |
| Lorenz Van De Wynkele   | 19 sierpnia 2001     | Belgia             | Lotto Dstny Development Team (2024)            |
| Lennert Van Eetvelt     | 17 lipca 2001        | Belgia             | Lotto-Soudal Development (2022)                |
| Brent Van Moer          | 12 stycznia 1998     | Belgia             | Lotto-Soudal U23 (2019)                        |
| Henri Vandenabeele      | 15 kwietnia 2000     | Belgia             | Team DSM-Firmenich (2023)                      |
| Baptiste Veistroffer    | 29 maja 2000         | Francja            | Decathlon AG2R La Mondiale Development (2024)  |
| Reuben Thompson         | 15 lutego 2001       | Nowa Zelandia      | Groupama-FDJ (2024)                            |
|                         |                      |                    |                                                |
| Źródło: ProCyclingStats |                      |                    |                                                |

#### Zwycięstwa
| Zwycięstwa | Zwycięstwa                  | Zwycięstwa | Zwycięstwa | Zwycięstwa    | Zwycięstwa |
| Data       | Wyścig                      | Państwo    | Kategoria  | Zwycięzca     |            |
| ---------- | --------------------------- | ---------- | ---------- | ------------- | ---------- |
| 7 lut      | Étoile de Bessèges, 3. etap | Francja    | 2.1        | Arnaud De Lie |            |

### 2024
| Skład drużyny 2024      | Skład drużyny 2024   | Skład drużyny 2024 | Skład drużyny 2024                             |
| Imię i nazwisko         | Data urodzenia       | Państwo            | Poprzednia grupa                               |
| ----------------------- | -------------------- | ------------------ | ---------------------------------------------- |
| Johannes Adamietz       | 24 maja 1998         | Niemcy             | Saris Rouvy Sauerland Team (2022)              |
| Jenno Berckmoes         | 4 lutego 2001        | Belgia             | Team Flanders-Baloise (2023)                   |
| Cédric Beullens         | 27 stycznia 1997     | Belgia             | Sport Vlaanderen-Baloise (2021)                |
| Victor Campenaerts      | 28 października 1991 | Belgia             | Qhubeka NextHash (2021)                        |
| Logan Currie            | 24 czerwca 2001      | Nowa Zelandia      | Bolton Equities Black Spoke Pro Cycling (2023) |
| Jasper De Buyst         | 24 listopada 1993    | Belgia             | Topsport Vlaanderen-Baloise (2014)             |
| Thomas De Gendt         | 6 listopada 1986     | Belgia             | Omega Pharma-Quick Step (2014)                 |
| Arnaud De Lie           | 16 marca 2002        | Belgia             | Lotto-Soudal Development (2021)                |
| Jarrad Drizners         | 31 maja 1999         | Australia          | Hagens Berman Axeon (2021)                     |
| Pascal Eenkhoorn        | 8 lutego 1997        | Holandia           | Jumbo-Visma (2022)                             |
| Jonas Gregaard          | 30 lipca 1996        | Dania              | Uno-X Pro Cycling Team (2023)                  |
| Sébastien Grignard      | 29 kwietnia 1999     | Belgia             | Lotto-Soudal U23 (2020)                        |
| Jacopo Guarnieri        | 14 sierpnia 1987     | Włochy             | Groupama-FDJ (2022)                            |
| Andreas Kron            | 1 czerwca 1998       | Dania              | Riwal Securitas (2020)                         |
| Arjen Livyns            | 1 września 1994      | Belgia             | Bingoal Pauwels Sauces WB (2022)               |
| Milan Menten            | 31 października 1996 | Belgia             | Bingoal Pauwels Sauces WB (2022)               |
| Sylvain Moniquet        | 14 stycznia 1998     | Belgia             | Équipe continentale Groupama-FDJ (2020)        |
| Mathijs Paasschens      | 18 marca 1996        | Holandia           | Bingoal Pauwels Sauces WB (2022)               |
| Alec Segaert            | 16 stycznia 2003     | Belgia             | Lotto Dstny Development Team (2023)            |
| Eduardo Sepúlveda       | 13 czerwca 1991      | Argentyna          | Drone Hopper-Androni Giocattoli (2022)         |
| Liam Slock              | 18 września 2000     | Belgia             | Lotto-Soudal Development (2022)                |
| Lionel Taminiaux        | 21 maja 1996         | Belgia             | Alpecin-Deceuninck (2023)                      |
| Jarne Van De Paar       | 23 października 2000 | Belgia             | Lotto-Soudal Development (2022)                |
| Lennert Van Eetvelt     | 17 lipca 2001        | Belgia             | Lotto-Soudal Development (2022)                |
| Maxim Van Gils          | 25 listopada 1999    | Belgia             | Lotto-Soudal U23 (2020)                        |
| Brent Van Moer          | 12 stycznia 1998     | Belgia             | Lotto-Soudal U23 (2019)                        |
| Henri Vandenabeele      | 15 kwietnia 2000     | Belgia             | Team DSM-Firmenich (2023)                      |
| Harm Vanhoucke          | 17 czerwca 1997      | Belgia             | Team DSM-Firmenich (2023)                      |
| Florian Vermeersch      | 12 marca 1999        | Belgia             | Lotto-Soudal U23 (2020)                        |
|                         |                      |                    |                                                |
| Źródło: ProCyclingStats |                      |                    |                                                |

#### Zwycięstwa
| Zwycięstwa     | Zwycięstwa                                              | Zwycięstwa                   | Zwycięstwa | Zwycięstwa          | Zwycięstwa |
| Data           | Wyścig                                                  | Państwo                      | Kategoria  | Zwycięzca           |            |
| -------------- | ------------------------------------------------------- | ---------------------------- | ---------- | ------------------- | ---------- |
| 26 sty         | Trofeo Serra de Tramuntana                              | Hiszpania                    | 1.1        | Lennert Van Eetvelt |            |
| 8 lut          | Mistrzostwa Nowej Zelandii – jazda indywidualna na czas | Nowa Zelandia                | CN         | Logan Currie        |            |
| 16 lut         | Vuelta a Andalucía, 3. etap                             | Hiszpania                    | 2.Pro      | Maxim Van Gils      |            |
| 25 lut         | UAE Tour, 7. etap                                       | Zjednoczone Emiraty Arabskie | 2.UWT      | Lennert Van Eetvelt |            |
| 25 lutego 2024 | UAE Tour, klasyfikacja generalna                        | Zjednoczone Emiraty Arabskie | 2.UWT      | Lennert Van Eetvelt |            |
| 2 mar          | Grand Prix Criquielion                                  | Belgia                       | 1.1        | Alec Segaert        |            |
| 3 mar          | Grote Prijs Jean-Pierre Monseré                         | Belgia                       | 1.1        | Jarne Van De Paar   |            |
| 23 mar         | Settimana Internazionale di Coppi e Bartali, 5. etap    | Włochy                       | 2.1        | Jenno Berckmoes     |            |
| 1 maj          | Eschborn-Frankfurt                                      | Niemcy                       | 1.UWT      | Maxim Van Gils      |            |
| 5 maj          | Tro Bro Leon                                            | Francja                      | 1.Pro      | Arnaud De Lie       |            |
| 18 lip         | Tour de France, 18. etap                                | Francja                      | 2.UWT      | Victor Campenaerts  |            |

### 2023
| Skład drużyny 2023             | Skład drużyny 2023   | Skład drużyny 2023 | Skład drużyny 2023                      |
| Imię i nazwisko                | Data urodzenia       | Państwo            | Poprzednia grupa                        |
| ------------------------------ | -------------------- | ------------------ | --------------------------------------- |
| Johannes Adamietz              | 24 maja 1998         | Niemcy             | Saris Rouvy Sauerland Team (2022)       |
| Cédric Beullens                | 27 stycznia 1997     | Belgia             | Sport Vlaanderen-Baloise (2021)         |
| Victor Campenaerts             | 28 października 1991 | Belgia             | Qhubeka NextHash (2021)                 |
| Jasper De Buyst                | 24 listopada 1993    | Belgia             | Topsport Vlaanderen-Baloise (2014)      |
| Thomas De Gendt                | 6 listopada 1986     | Belgia             | Omega Pharma-Quick Step (2014)          |
| Arnaud De Lie                  | 16 marca 2002        | Belgia             | Lotto-Soudal Development (2021)         |
| Jarrad Drizners                | 31 maja 1999         | Australia          | Hagens Berman Axeon (2021)              |
| Pascal Eenkhoorn               | 8 lutego 1997        | Holandia           | Jumbo-Visma (2022)                      |
| Caleb Ewan                     | 11 lipca 1994        | Australia          | Mitchelton-Scott (2018)                 |
| Frederik Frison                | 28 lipca 1992        | Belgia             | Lotto-Soudal U23 (2015)                 |
| Sébastien Grignard             | 29 kwietnia 1999     | Belgia             | Lotto-Soudal U23 (2020)                 |
| Jacopo Guarnieri               | 14 sierpnia 1987     | Włochy             | Groupama-FDJ (2022)                     |
| Andreas Kron                   | 1 czerwca 1998       | Dania              | Riwal Securitas (2020)                  |
| Arjen Livyns                   | 1 września 1994      | Belgia             | Bingoal Pauwels Sauces WB (2022)        |
| Milan Menten                   | 31 października 1996 | Belgia             | Bingoal Pauwels Sauces WB (2022)        |
| Sylvain Moniquet               | 14 stycznia 1998     | Belgia             | Équipe continentale Groupama-FDJ (2020) |
| Mathijs Paasschens             | 18 marca 1996        | Holandia           | Bingoal Pauwels Sauces WB (2022)        |
| Michael Schwarzmann            | 7 stycznia 1991      | Niemcy             | Bora-Hansgrohe (2021)                   |
| Rüdiger Selig                  | 19 lutego 1989       | Niemcy             | Bora-Hansgrohe (2021)                   |
| Eduardo Sepúlveda              | 13 czerwca 1991      | Argentyna          | Drone Hopper-Androni Giocattoli (2022)  |
| Liam Slock                     | 18 września 2000     | Belgia             | Lotto-Soudal Development (2022)         |
| Harry Sweeny                   | 9 lipca 1998         | Australia          | Lotto-Soudal U23 (2020)                 |
| Lennert Van Eetvelt            | 17 lipca 2001        | Belgia             | Lotto-Soudal Development (2022)         |
| Maxim Van Gils                 | 25 listopada 1999    | Belgia             | Lotto-Soudal U23 (2020)                 |
| Brent Van Moer                 | 12 stycznia 1998     | Belgia             | Lotto-Soudal U23 (2019)                 |
| Florian Vermeersch             | 12 marca 1999        | Belgia             | Lotto-Soudal U23 (2020)                 |
| Jarne Van De Paar (27 sty–)    | 23 października 2000 | Belgia             | Lotto-Soudal Development (2022)         |
| Alec Segaert (24 lut–31 gru)   | 16 stycznia 2003     | Belgia             | Lotto Dstny Development Team (2023)     |
| Harm Vanhoucke (15 sie–31 gru) | 17 czerwca 1997      | Belgia             | Lotto-Soudal U23 (2018)                 |
|                                |                      |                    |                                         |
| Źródło: ProCyclingStats        |                      |                    |                                         |

#### Zwycięstwa
| Zwycięstwa    | Zwycięstwa                                       | Zwycięstwa        | Zwycięstwa | Zwycięstwa          | Zwycięstwa |
| Data          | Wyścig                                           | Państwo           | Kategoria  | Zwycięzca           |            |
| ------------- | ------------------------------------------------ | ----------------- | ---------- | ------------------- | ---------- |
| 22 sty        | Gran Premio Valencia                             | Hiszpania         | 1.2        | Arnaud De Lie       |            |
| 1 lut         | Étoile de Bessèges, 1. etap                      | Francja           | 2.1        | Arnaud De Lie       |            |
| 3 lut         | Étoile de Bessèges, 3. etap                      | Francja           | 2.1        | Arnaud De Lie       |            |
| 28 lut        | Le Samyn                                         | Belgia            | 1.1        | Milan Menten        |            |
| 14 mar        | Tour de Taiwan, 3. etap                          | Republika Chińska | 2.1        | Tijl De Decker      |            |
| 6 maj         | Grand Prix du Morbihan                           | Francja           | 1.Pro      | Arnaud De Lie       |            |
| 7 lip         | Sibiu Cycling Tour, 2. etap                      | Rumunia           | 2.1        | Lennert Van Eetvelt |            |
| 23 lip        | Tour de Wallonie, 2. etap                        | Belgia            | 2.Pro      | Arnaud De Lie       |            |
| 27 lip        | Vuelta a Castilla y León, 2. etap                | Hiszpania         | 2.1        | Eduardo Sepúlveda   |            |
| 27 lipca 2023 | Vuelta a Castilla y León, klasyfikacja generalna | Hiszpania         | 2.1        | Eduardo Sepúlveda   |            |
| 13 sie        | Polynormande                                     | Francja           | 1.1        | Arnaud De Lie       |            |
| 15 sie        | Tour of Leuven                                   | Belgia            | 1.1        | Arnaud De Lie       |            |
| 19 sie        | Druivenkoers Overijse                            | Belgia            | 1.1        | Victor Campenaerts  |            |
| 20 sie        | GP Stad Zottegem                                 | Belgia            | 1.1        | Jasper De Buyst     |            |
| 27 sie        | Vuelta a España, 2. etap                         | Hiszpania         | 2.UWT      | Andreas Kron        |            |
| 8 wrz         | Grand Prix Cycliste de Québec                    | Kanada            | 1.UWT      | Arnaud De Lie       |            |
| 15 wrz        | Tour of Taihu Lake, 2. etap                      | Chiny             | 2.Pro      | Jarne Van De Paar   |            |
| 23 wrz        | Tour de Luxembourg, 4. etap                      | Luksemburg        | 2.Pro      | Victor Campenaerts  |            |
| 28 wrz        | Tour de l’Eurométropole                          | Belgia            | 1.Pro      | Arnaud De Lie       |            |

### 2021
| Skład drużyny 2021      | Skład drużyny 2021 | Skład drużyny 2021 | Skład drużyny 2021                      |
| Imię i nazwisko         | Data urodzenia     | Państwo            | Poprzednia grupa                        |
| ----------------------- | ------------------ | ------------------ | --------------------------------------- |
| Filippo Conca           | 22 września 1998   | Włochy             | Biesse Arvedi (2020)                    |
| Steff Cras              | 13 lutego 1996     | Belgia             | Katusha-Alpecin (2019)                  |
| Jasper De Buyst         | 24 listopada 1993  | Belgia             | Topsport Vlaanderen-Baloise (2014)      |
| Thomas De Gendt         | 6 listopada 1986   | Belgia             | Omega Pharma-Quick Step (2014)          |
| John Degenkolb          | 7 stycznia 1989    | Niemcy             | Trek-Segafredo (2019)                   |
| Caleb Ewan              | 11 lipca 1994      | Australia          | Mitchelton-Scott (2018)                 |
| Frederik Frison         | 28 lipca 1992      | Belgia             | Lotto-Soudal U23 (2015)                 |
| Philippe Gilbert        | 5 lipca 1982       | Belgia             | Deceuninck-Quick Step (2019)            |
| Kobe Goossens           | 29 kwietnia 1996   | Belgia             | Lotto-Soudal U23 (2019)                 |
| Sébastien Grignard      | 29 kwietnia 1999   | Belgia             | Lotto-Soudal U23 (2020)                 |
| Matthew Holmes          | 8 grudnia 1993     | Wielka Brytania    | Madison Genesis (2019)                  |
| Roger Kluge             | 5 lutego 1986      | Niemcy             | Mitchelton-Scott (2018)                 |
| Andreas Kron            | 1 czerwca 1998     | Dania              | Riwal Securitas (2020)                  |
| Tomasz Marczyński       | 6 marca 1984       | Polska             | Torku Şekerspor (2015)                  |
| Kamil Małecki           | 2 stycznia 1996    | Polska             | CCC Team (2020)                         |
| Sylvain Moniquet        | 14 stycznia 1998   | Belgia             | Équipe continentale Groupama-FDJ (2020) |
| Stefano Oldani          | 10 stycznia 1998   | Włochy             | Kometa (2019)                           |
| Harry Sweeny            | 9 lipca 1998       | Australia          | Lotto-Soudal U23 (2020)                 |
| Gerben Thijssen         | 21 czerwca 1998    | Belgia             | Lotto-Soudal U23 (2018)                 |
| Tosh Van der Sande      | 28 listopada 1990  | Belgia             | Omega Pharma-Lotto Davo (2011)          |
| Maxim Van Gils          | 25 listopada 1999  | Belgia             | Lotto-Soudal U23 (2020)                 |
| Brent Van Moer          | 12 stycznia 1998   | Belgia             | Lotto-Soudal U23 (2019)                 |
| Harm Vanhoucke          | 17 czerwca 1997    | Belgia             | Lotto-Soudal U23 (2018)                 |
| Florian Vermeersch      | 12 marca 1999      | Belgia             | Lotto-Soudal U23 (2020)                 |
| Viktor Verschaeve       | 3 sierpnia 1998    | Belgia             | Lotto-Soudal U23 (2020)                 |
| Xandres Vervloesem      | 13 maja 2000       | Belgia             | Lotto-Soudal U23 (2020)                 |
| Tim Wellens             | 10 maja 1991       | Belgia             | Lotto-Belisol U23 (2012)                |
|                         |                    |                    |                                         |
| Źródło: ProCyclingStats |                    |                    |                                         |

#### Zwycięstwa
| Zwycięstwa    | Zwycięstwa                                 | Zwycięstwa                   | Zwycięstwa | Zwycięstwa      | Zwycięstwa |
| Data          | Wyścig                                     | Państwo                      | Kategoria  | Zwycięzca       |            |
| ------------- | ------------------------------------------ | ---------------------------- | ---------- | --------------- | ---------- |
| 5 lut         | Étoile de Bessèges, 3. etap                | Francja                      | 2.1        | Tim Wellens     |            |
| 7 lutego 2021 | Étoile de Bessèges, klasyfikacja generalna | Francja                      | 2.1        | Tim Wellens     |            |
| 27 lut        | UAE Tour, 7. etap                          | Zjednoczone Emiraty Arabskie | 2.UWT      | Caleb Ewan      |            |
| 22 mar        | Volta Ciclista a Catalunya, 1. etap        | Hiszpania                    | 2.UWT      | Andreas Kron    |            |
| 28 mar        | Volta Ciclista a Catalunya, 7. etap        | Hiszpania                    | 2.UWT      | Thomas De Gendt |            |
| 12 maj        | Giro d'Italia, 5. etap                     | Włochy                       | 2.UWT      | Caleb Ewan      |            |
| 14 maj        | Giro d'Italia, 7. etap                     | Włochy                       | 2.UWT      | Caleb Ewan      |            |
| 30 maj        | Critérium du Dauphiné, 1. etap             | Francja                      | 2.UWT      | Brent Van Moer  |            |
| 11 cze        | Baloise Belgium Tour, 3. etap              | Belgia                       | 2.Pro      | Caleb Ewan      |            |
| 11 cze        | Tour de Suisse, 6. etap                    | Szwajcaria                   | 2.UWT      | Andreas Kron    |            |
| 12 cze        | Baloise Belgium Tour, 4. etap              | Belgia                       | 2.Pro      | Caleb Ewan      |            |
| 3 wrz         | Benelux Tour, 5. etap                      | Belgia                       | 2.UWT      | Caleb Ewan      |            |

### 2020
| Skład drużyny 2020                | Skład drużyny 2020 | Skład drużyny 2020 | Skład drużyny 2020                   |
| Imię i nazwisko                   | Data urodzenia     | Państwo            | Poprzednia grupa                     |
| --------------------------------- | ------------------ | ------------------ | ------------------------------------ |
| Sander Armée                      | 10 grudnia 1985    | Belgia             | Topsport Vlaanderen-Baloise (2013)   |
| Steff Cras                        | 13 lutego 1996     | Belgia             | Katusha-Alpecin (2019)               |
| Jasper De Buyst                   | 24 listopada 1993  | Belgia             | Topsport Vlaanderen-Baloise (2014)   |
| Thomas De Gendt                   | 6 listopada 1986   | Belgia             | Omega Pharma-Quick Step (2014)       |
| John Degenkolb                    | 7 stycznia 1989    | Niemcy             | Trek-Segafredo (2019)                |
| Stan Dewulf                       | 20 grudnia 1997    | Belgia             | Lotto-Soudal U23 (2018)              |
| Jonathan Dibben                   | 12 lutego 1994     | Wielka Brytania    | Madison Genesis (2019)               |
| Caleb Ewan                        | 11 lipca 1994      | Australia          | Mitchelton-Scott (2018)              |
| Frederik Frison                   | 28 lipca 1992      | Belgia             | Lotto-Soudal U23 (2015)              |
| Philippe Gilbert                  | 5 lipca 1982       | Belgia             | Deceuninck-Quick Step (2019)         |
| Kobe Goossens                     | 29 kwietnia 1996   | Belgia             | Lotto-Soudal U23 (2019)              |
| Carl Fredrik Hagen                | 26 września 1991   | Norwegia           | Joker Icopal (2018)                  |
| Adam Hansen                       | 11 maja 1981       | Australia          | HTC-Columbia (2010)                  |
| Matthew Holmes                    | 8 grudnia 1993     | Wielka Brytania    | Madison Genesis (2019)               |
| Rasmus Byriel Iversen             | 16 września 1997   | Dania              | General Store Bottoli Zardini (2018) |
| Roger Kluge                       | 5 lutego 1986      | Niemcy             | Mitchelton-Scott (2018)              |
| Nikolas Maes                      | 9 kwietnia 1986    | Belgia             | Etixx-Quick Step (2016)              |
| Tomasz Marczyński                 | 6 marca 1984       | Polska             | Torku Şekerspor (2015)               |
| Rémy Mertz                        | 17 lipca 1995      | Belgia             | Color Code-Arden'Beef (2016)         |
| Stefano Oldani                    | 10 stycznia 1998   | Włochy             | Kometa (2019)                        |
| Gerben Thijssen                   | 21 czerwca 1998    | Belgia             | Lotto-Soudal U23 (2018)              |
| Tosh Van der Sande                | 28 listopada 1990  | Belgia             | Omega Pharma-Lotto Davo (2011)       |
| Brian van Goethem                 | 16 kwietnia 1991   | Holandia           | Roompot-Nederlandse Loterij (2018)   |
| Brent Van Moer                    | 12 stycznia 1998   | Belgia             | Lotto-Soudal U23 (2019)              |
| Harm Vanhoucke                    | 17 czerwca 1997    | Belgia             | Lotto-Soudal U23 (2018)              |
| Florian Vermeersch (1 cze–31 gru) | 12 marca 1999      | Belgia             | Lotto-Soudal U23 (2020)              |
| Jelle Wallays                     | 11 maja 1989       | Belgia             | Topsport Vlaanderen-Baloise (2015)   |
| Tim Wellens                       | 10 maja 1991       | Belgia             | Lotto-Belisol U23 (2012)             |
|                                   |                    |                    |                                      |
| Źródło: ProCyclingStats           |                    |                    |                                      |

#### Zwycięstwa
| Zwycięstwa | Zwycięstwa                        | Zwycięstwa                   | Zwycięstwa | Zwycięstwa     | Zwycięstwa |
| Data       | Wyścig                            | Państwo                      | Kategoria  | Zwycięzca      |            |
| ---------- | --------------------------------- | ---------------------------- | ---------- | -------------- | ---------- |
| 19 sty     | People's Choice Classic           | Australia                    | Caleb Ewan |                |            |
| 22 sty     | Tour Down Under, 2. etap          | Australia                    | 2.UWT      | Caleb Ewan     |            |
| 26 sty     | Tour Down Under, 6. etap          | Australia                    | 2.UWT      | Matthew Holmes |            |
| 24 lut     | UAE Tour, 2. etap                 | Zjednoczone Emiraty Arabskie | 2.UWT      | Caleb Ewan     |            |
| 16 sie     | Tour de Wallonie, 1. etap         | Belgia                       | 2.Pro      | Caleb Ewan     |            |
| 29 sie     | Tour du Poitou-Charentes, 3. etap | Francja                      | 2.1        | Sander Armée   |            |
| 31 sie     | Tour de France, 3. etap           | Francja                      | 2.UWT      | Caleb Ewan     |            |
| 9 wrz      | Tour de France, 11. etap          | Francja                      | 2.UWT      | Caleb Ewan     |            |
| 17 wrz     | Tour de Luxembourg, 3. etap       | Luksemburg                   | 2.Pro      | John Degenkolb |            |
| 14 paź     | Scheldeprijs                      | Belgia                       | 1.Pro      | Caleb Ewan     |            |

## Ważniejsze sukcesy

### 1985
- Mistrz Belgii w wyścigu ze startu wspólnego: Paul Haghedooren
- 1. miejsce, 1. etap Tour de Romandie: Eddy Schepers
- 1. miejsce, klasyfikacja sprinterska Tour de France: Jozef Lieckens

### 1986
- Mistrz Belgii w wyścigu ze startu wspólnego: Marc Sergeant
- 1. miejsce, 6. etap Tour de Romandie: Jan Nevens

### 1987
- 1. miejsce, 5. etap Tour de France: Marc Sergeant

### 1990
- Mistrz Belgii w wyścigu ze startu wspólnego: Claude Criquielion
- 1. miejsce, 6. etap Tour de Suisse: Thierry Bock
- 1. miejsce, 4. i 21. etap Tour de France: Johan Museeuw

### 1991
- 1. miejsce, 4. etap Tour de Suisse: Jan Nevens
- 1. miejsce, Meisterschaft von Zürich: Johan Museeuw

### 1992
- 1. miejsce, 8. etap Tour de France: Jan Nevens
- 1. miejsce, 20. etap Tour de France: Peter De Clercq

### 1993
- Mistrz Belgii w jeździe indywidualnej na czas: Nico Mattan

### 1994
- 1. miejsce, Paris-Roubaix: Andrei Tchmil
- 1. miejsce, GP Ouest France: Andrei Tchmil

### 1995
- Mistrz Belgii w wyścigu ze startu wspólnego: Wilfried Nelissen
- 1. miejsce, 1. i 3. etap Paryż-Nicea: Wilfried Nelissen
- 1. miejsce, 1. etap Critérium du Dauphiné: Andrei Tchmil

### 1996
- 1. miejsce, 2. etap Paryż-Nicea: Wilfried Nelissen
- 1. miejsce, 6. etap Paryż-Nicea: Andrei Tchmil

### 1997
- 1. miejsce, 1. i 3. etap Critérium du Dauphiné: Dżamolidin Abdużaparow
- 1. miejsce, 7. etap Critérium du Dauphiné: Andrei Teteriouk

### 1998
- 1. miejsce, 6. i 7. etap Paryż-Nicea: Andrei Tchmil

### 1999
- 1. miejsce, 2. etap Paryż-Nicea: Andrei Tchmil
- 1. miejsce, 6. etap Paryż-Nicea: Jacky Durand
- 1. miejsce, Mediolan-San Remo: Andrei Tchmil
- 1. miejsce, klasyfikacja generalna World Cup: Andrei Tchmil

### 2000
- Mistrz Belgii w jeździe indywidualnej na czas: Rik Verbrugghe

### 2001
- 1. miejsce, 1. etap Paryż-Nicea: Fabien De Waele
- 1. miejsce, Prolog (ITT) Giro d’Italia: Rik Verbrugghe
- 1. miejsce, 1. etap Critérium du Dauphiné: Fabien De Waele
- 1. miejsce, 15. etap Tour de France: Rik Verbrugghe
- 1. miejsce, 17. etap Tour de France: Serge Baguet

### 2002
- Mistrz Australii w wyścigu ze startu wspólnego: Robbie McEwen
- Mistrz Holandii w wyścigu ze startu wspólnego: Stefan van Dijk
- 1. miejsce, 1., 3., 4. i 6. etap Tour Down Under: Robbie McEwen
- 1. miejsce, 2. i 7. etap Paryż-Nicea: Robbie McEwen
- 1. miejsce, Prolog (ITT) Tour de Romandie: Rik Verbrugghe
- 1. miejsce, 4. i 10. etap Giro d’Italia: Robbie McEwen
- 1. miejsce, 7. etap Giro d’Italia: Rik Verbrugghe
- 1. miejsce, 3. i 20. etap Tour de France: Robbie McEwen
- 1. miejsce, klasyfikacja punktowa Tour de France: Robbie McEwen

### 2003
- 1. miejsce, 3. etap Tour Down Under: Robbie McEwen
- 1. miejsce, Ronde van Vlaanderen: Peter Van Petegem
- 1. miejsce, Paris-Roubaix: Peter Van Petegem
- 1. miejsce, 4. i 11. etap Giro d’Italia: Robbie McEwen
- 1. miejsce, 2. etap Tour de Suisse: Robbie McEwen

### 2004
- 1. miejsce, 1. i 4. etap Tour Down Under: Robbie McEwen
- 1. miejsce, 3. etap Paryż-Nicea: Léon van Bon
- 1. miejsce, 5. etap Giro d’Italia: Robbie McEwen
- 1. miejsce, 2. i 4. etap Tour de Suisse: Robbie McEwen
- 1. miejsce, 2. i 9. etap Tour de France: Robbie McEwen
- 1. miejsce, klasyfikacja punktowa Tour de France: Robbie McEwen

### 2005
- Mistrz Australii w wyścigu ze startu wspólnego: Robbie McEwen
- Mistrz Belgii w wyścigu ze startu wspólnego: Serge Baguet
- Mistrz Holandii w wyścigu ze startu wspólnego: Léon van Bon
- 1. miejsce, 1., 2. i 6. etap Tour Down Under: Robbie McEwen
- 1. miejsce, klasyfikacja punktowa Tour Down Under: Robbie McEwen
- 1. miejsce, Gandawa-Wevelgem: Nico Mattan
- 1. miejsce, 2., 6. i 10. etap Giro d’Italia: Robbie McEwen
- 1. miejsce, 5. etap Critérium du Dauphiné: Axel Merckx
- 1. miejsce, 4. etap Tour de Suisse: Robbie McEwen
- 1. miejsce, 5., 7. i 13. etap Tour de France: Robbie McEwen
- 3. miejsce, Ronde van Vlaanderen: Peter Van Petegem
- 8. miejsce, klasyfikacja generalna Tour de France: Cadel Evans

### 2006
- Mistrz Belgii w jeździe indywidualnej na czas: Dries Devenyns
- 1. miejsce, klasyfikacja górska Tour Down Under: Cadel Evans
- 1. miejsce, 1. etap Tour de Romandie: Robbie McEwen
- 1. miejsce, 2. etap Tour de Romandie: Chris Horner
- 1. miejsce, 5. etap (ITT) Tour de Romandie: Cadel Evans
- 1. miejsce, klasyfikacja generalna Tour de Romandie: Cadel Evans
- 1. miejsce, 2., 4. i 6. etap Giro d’Italia: Robbie McEwen
- 1. miejsce, 2., 4. i 6. etap Tour de France: Robbie McEwen
- 1. miejsce, klasyfikacja punktowa Tour de France: Robbie McEwen
- 3. miejsce, klasyfikacja generalna Tour Down Under: Robbie McEwen
- 4. miejsce, klasyfikacja generalna Tour de France: Cadel Evans

### 2007
- Mistrz Belgii w jeździe indywidualnej na czas: Leif Hoste
- 1. miejsce, 5. etap Tour Down Under: Robbie McEwen
- 1. miejsce, 1. etap Tirreno-Adriático: Robbie McEwen
- 1. miejsce, 2. etap Tour de Romandie: Robbie McEwen
- 1. miejsce, 2. etap Giro d’Italia: Robbie McEwen
- 1. miejsce, 4. etap Tour de Suisse: Robbie McEwen
- 1. miejsce, 1. etap Tour de France: Robbie McEwen
- 1. miejsce, 3. etap Eneco Tour: Robbie McEwen
- 1. miejsce, 7. etap Tour de Pologne: Johan Vansummeren
- 1. miejsce, klasyfikacja generalna Tour de Pologne: Johan Vansummeren
- 1. miejsce, UCI Pro Tour: Cadel Evans
- 2. miejsce, Ronde van Vlaanderen: Leif Hoste
- 2. miejsce, klasyfikacja generalna Critérium du Dauphiné: Cadel Evans
- 2. miejsce, klasyfikacja generalna Tour de France: Cadel Evans

### 2008
- Mistrz Australii w wyścigu ze startu wspólnego: Matthew Lloyd
- Mistrz Belgii w wyścigu ze startu wspólnego: Jürgen Roelandts
- 1. miejsce, 4. etap Paryż-Nicea: Cadel Evans
- 1. miejsce, 2. etap Tour de Romandie: Robbie McEwen
- 1. miejsce, 3. i 4. etap Tour de Suisse: Robbie McEwen
- 1. miejsce, klasyfikacja punktowa Eneco Tour: Jürgen Roelandts
- 1. miejsce, 9. etap Vuelta a España: Greg Van Avermaet
- 1. miejsce, klasyfikacja punktowa Vuelta a España: Greg Van Avermaet
- 1. miejsce, Vattenfall Cyclassics: Robbie McEwen
- 1. miejsce, 5. etap Tour de Pologne: Jürgen Roelandts
- 2. miejsce, klasyfikacja generalna Vuelta al País Vasco: Cadel Evans
- 2. miejsce, La Flèche Wallonne: Cadel Evans
- 2. miejsce, klasyfikacja generalna Critérium du Dauphiné: Cadel Evans
- 2. miejsce, klasyfikacja generalna Tour de France: Cadel Evans
- 3. miejsce, klasyfikacja generalna Paris-Nice: Jarosław Popowycz
- 7. miejsce, klasyfikacja generalna Giro d’Italia: Jurgen Van den Broeck

### 2009
- Mistrz Świata w wyścigu ze startu wspólnego: Cadel Evans
- 1. miejsce, 20. etap Giro d’Italia: Philippe Gilbert
- 1. miejsce, 1. etap (ITT) Critérium du Dauphiné: Cadel Evans
- 1. miejsce, klasyfikacja punktowa Critérium du Dauphiné: Cadel Evans
- 1. miejsce, klasyfikacja punktowa Tour de Pologne: Jürgen Roelandts
- 1. miejsce, Giro di Lombardia: Philippe Gilbert
- 2. miejsce, klasyfikacja generalna Critérium du Dauphiné: Cadel Evans
- 3. miejsce, Ronde van Vlaanderen: Philippe Gilbert
- 3. miejsce, klasyfikacja generalna Vuelta al País Vasco: Cadel Evans
- 3. miejsce, Clásica de San Sebastián: Mickaël Delage

### 2010
- 1. miejsce, klasyfikacja młodzieżowa Tour Down Under: Jürgen Roelandts
- 1. miejsce, Amstel Gold Race: Philippe Gilbert
- 1. miejsce, 6. etap Giro d’Italia: Matthew Lloyd
- 1. miejsce, klasyfikacja górska Giro d’Italia: Matthew Lloyd
- 1. miejsce, 3. i 19. etap Vuelta a España: Philippe Gilbert
- 1. miejsce, Giro di Lombardia: Philippe Gilbert
- 3. miejsce, Gandawa-Wevelgem: Philippe Gilbert
- 3. miejsce, Ronde van Vlaanderen: Philippe Gilbert
- 3. miejsce, Liège-Bastogne-Liège: Philippe Gilbert
- 5. miejsce, klasyfikacja generalna Tour de France: Jurgen Van den Broeck

### 2011
- Mistrz Belgii w wyścigu ze startu wspólnego: Philippe Gilbert
- Mistrz Belgii w jeździe indywidualnej na czas: Philippe Gilbert
- 1. miejsce, 5. etap Tirreno-Adriático: Philippe Gilbert
- 1. miejsce, Amstel Gold Race: Philippe Gilbert
- 1. miejsce, La Flèche Wallonne: Philippe Gilbert
- 1. miejsce, Liège-Bastogne-Liège: Philippe Gilbert
- 1. miejsce, 7. etap Giro d’Italia: Bart De Clercq
- 1. miejsce, 1. etap Critérium du Dauphiné: Jurgen Van den Broeck
- 1. miejsce, 1. etap Tour de France: Philippe Gilbert
- 1. miejsce, 10. etap Tour de France: André Greipel
- 1. miejsce, 14. etap Tour de France: Jelle Vanendert
- 1. miejsce, Clásica de San Sebastián: Philippe Gilbert
- 1. miejsce, 1. i 2. etap Eneco Tour: André Greipel
- 1. miejsce, 3. etap Eneco Tour: Philippe Gilbert
- 1. miejsce, Grand Prix Cycliste de Québec: Philippe Gilbert
- 1. miejsce, UCI World Tour: Philippe Gilbert
- 3. miejsce, Mediolan-San Remo: Philippe Gilbert